# Reuterdahlsfejden
Reuterdahlsfejden var en debatt 1949–1951 om sedligheten i Vilhelm Mobergs roman Utvandrarna som initierades av pingstvännen Ebbe Reuterdahl.

## Bakgrund
År 1949 gav Vilhelm Moberg ut romanen Utvandrarna, som var den första delen i Utvandrarserien – en tetralogi som också innehåller Invandrarna, Nybyggarna och Sista brevet till Sverige. Serien skildrar några människors utvandring från hungersnöden och fattigdomen i Sverige till USA under 1840-talet. De säljer sina gårdar i Småland och åker över Atlanten till Amerika.
I boken förekommer ett citat av Ulrika i Västergöhl, riktat till en kyrkvärd som kallar henne hora: 
| ” | Hora för dig, kyrkvärd? Vad sade du till mig förr i världen? När du kom till mig med riksdalerna i ena handen och kuken i den ann'ra? | „ |

Detta – och mycket annat – var, för pingstvännen Ebbe Reuterdahl, inte bara ett högst okristligt språk, utan även något som skildrar amerikaemigranterna som en samling "perversa individer".

## Debatten
Ebbe Reuterdahl publicerade en serie debattartiklar i de största svenska tidningarna, samt tryckte upp ett cirkulär som han spred i de amerikanska svenskbygderna där han utmålde boken som "smutslitteratur". 
Moberg och Reuterdahl inledde vad som kom att bli ett ettårigt debattkrig som utmynnade i Reuterdahls publikation 1951 av Vem har rätt? I litteraturfejden Moberg – Reuterdahl. Publikationen ledde till att riksdagsmannen Axel Rubbestad (Bondeförbundet) krävde att Moberg skulle sättas i fängelse och fick högerpartisten Axel Mannerskantz att elda upp sitt exemplar av Utvandrarna i värmepannan.. Reuterdahl fick med sig starka krafter från det kyrkliga Småland som ville försöka hindra att boken översattes till engelska. "Vi smålänningar känner oss kränkta av Mobergs sätt att skildra våra utvandrade förfäder – Sveriges kanske bästa folk", lät det i ett upprop. I Mobergs födelsesocken Algutsboda skrev nästan hela lärarkåren under Reuterdahls protest. 
Moberg tvekade inte att förlöjliga sina motståndare, som med den ofta citerade frasen: "Dessa sedlighetsivrare [tillhör ofta] de högre åldersklasserna. Med avtagande sexuell vitalitet följer ofta en tilltagande moralisk känslighet.". Den 19 december 1950 gick Vilhelm Moberg ut i de svenska morgontidningarna och utmanade Ebbe Reuterdahl på debatt – något denne inte gick med på. Moberg svarade då i sin tur i december 1951 med artikeln En rad av lögner : Reuterdahl – Moberg, andra ronden! som var ett direkt svar på Reuterdahls bok från ett halvår tidigare.

## Följder av debatten
På debattsidorna stod Reuterdahl tämligen ensam - även dåtidens litteraturvetare och kulturskribenter ansåg boken vara litterärt betydande – osedlig eller inte. Han tvingades även av Mobergs advokat ta tillbaka många påhopp. Fejden ledde till att allmänheten i och med Reuterdahls angrepp och många löpsedlar om böckerna fick upp intresset för dem och därför bidrog till försäljningsframgången.
Reuterdahlsfejden sägs vara både grundpelare och startskott till en mer långlivad debatt, kallad sedlighetsfejden, som även var det samtida namnet för denna fejd.